# Lophocrama suavis
Lophocrama suavis är en fjärilsart som beskrevs av Saalmüller 1891. Lophocrama suavis ingår i släktet Lophocrama och familjen trågspinnare. Inga underarter finns listade i Catalogue of Life.